# Hao Yun
Hao Yun (en chino: 郝运) (n. Hebei, 23 de junio de 1995) es un nadador chino y medallista olímpico en los Juegos Olímpicos de Londres 2012.

## Biografía
Nadó en los Juegos Olímpicos de Londres 2012 en dos modalidades. Debutó en los 400 m libre, llegando a la final y quedando en cuarta oposición con un tiempo de 3:46.02 y a menos de un segundo de conseguir medalla de bronce, obtenida por Peter Vanderkaay. También nadó la prueba de 4 × 200 m libre, donde de nuevo llegó a la final junto a Li Yunqi, Jiang Haiqi y Sun Yang, pero con mejor fortuna tras obtener la medalla de bronce con un tiempo de 7:06.30. A final de año compitió también en el Campeonato Mundial de Natación en Piscina Corta de 2012, ganando la medalla de plata en los 400 m libre tras Paul Biedermann. También nadó en el Campeonato Mundial de Natación de 2013 celebrado en Barcelona, ganando otra medalla de bronce en los 4x200 m libre.